# In vitro

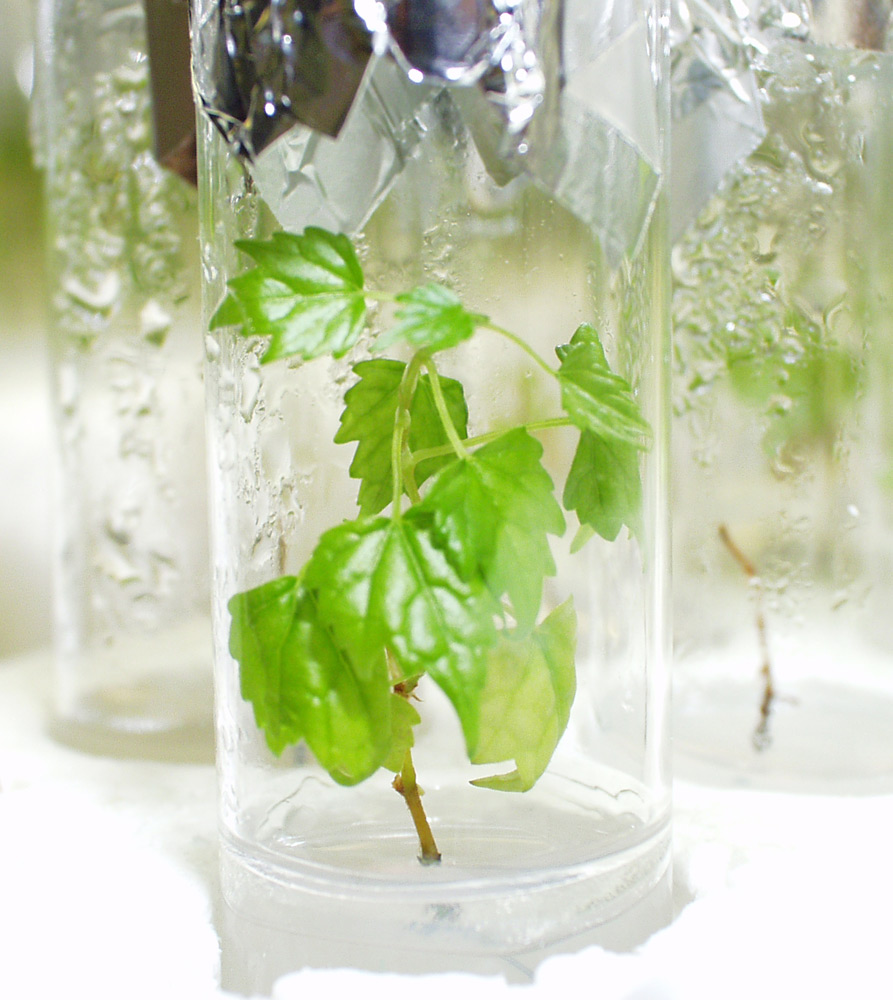
Culture in vitro d'un plant de vigne, de la Forschungsanstalt Geisenheim.

Pour les articles homonymes, voir In vitro (homonymie).
In vitro (en latin : « sous verre ») s'applique à toute activité expérimentale réalisée sur micro-organismes, organes ou cellules en dehors de leur contexte naturel (en dehors de l'environnement, de l'organisme vivant ou de la cellule) et en conditions définies et contrôlées. Un exemple est la fécondation in vitro (FIV).

## Étymologie et caractérisation
Le terme « in vitro » provient du latin qui signifie « sous verre ». Il est à mettre en association avec les termes « in vivo » et « in silico ».
In vivo (en latin : « dans le vivant ») signifie une approche au sein d'un environnement complexe (plus proche des conditions naturelles). Par opposition, les investigations réalisées in vitro sont menées en dehors du milieu naturel, de l'organisme vivant ou de la cellule initiale.
In silico (qui est un néologisme d'inspiration latine), se traduit par des méthodes physiques et/ou mathématiques permettant des modélisations totalement soustraites des conditions naturelles.
In vitro (à la différence de in silico) ne veut pas forcément dire en dehors du vivant puisque des cultures de cellules vivantes peuvent se faire en dehors de leur environnement naturel.
Il existe donc une gradation entre ces trois termes, qui suggère un éloignement plus ou moins marqué des conditions naturelles.

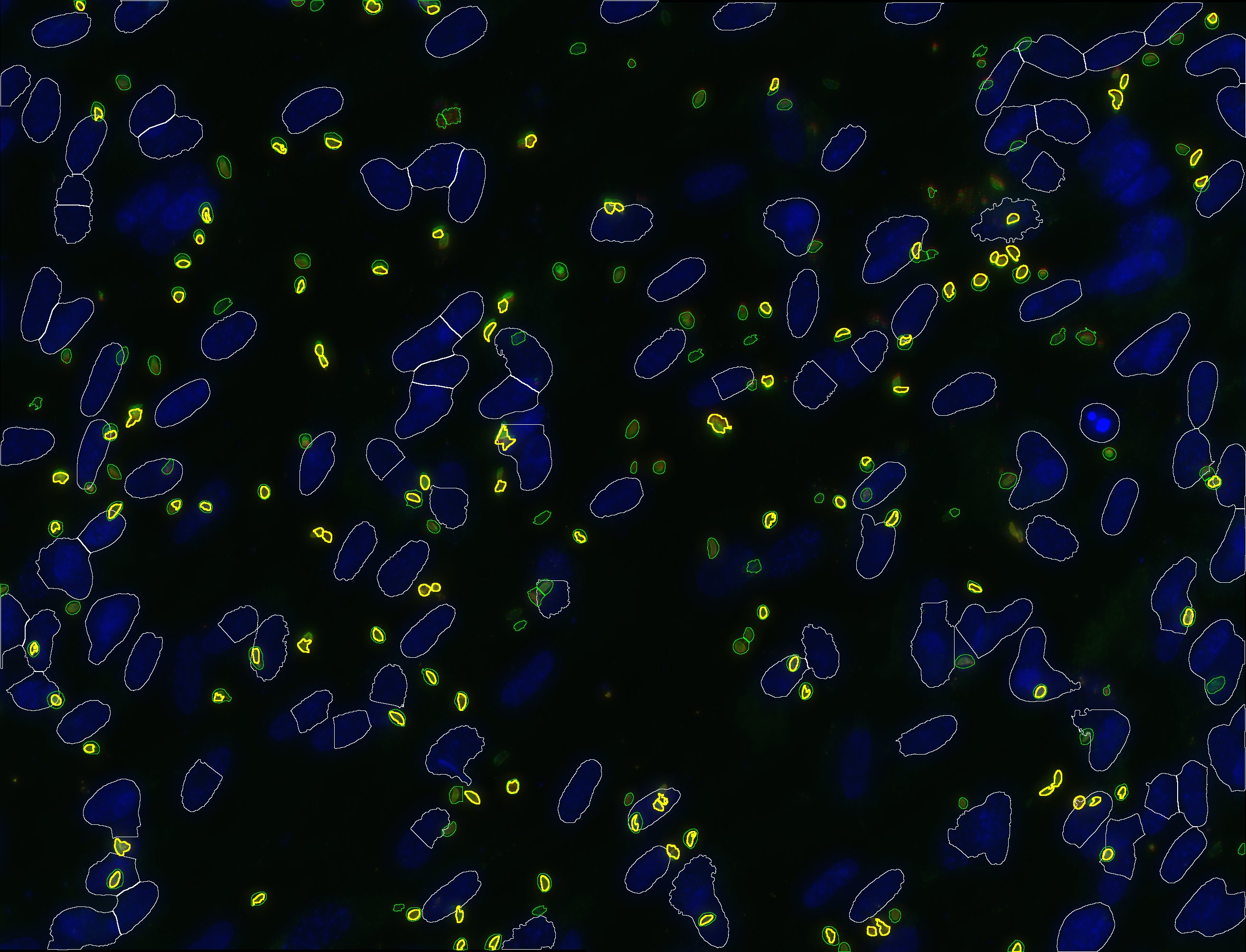
Test d'invasion de fibroblastes par des parasites Toxoplasma gondii.

## Applications
De nombreuses disciplines utilisent des approches in vitro, telles que :

### Recherche

Culture de fibroblastes humains (cellules de peau) dans une plaque six puits.

De nombreuses approches expérimentales dans le domaine de la recherche biologique et biotechnologique s’appuient sur des techniques in vitro comme la culture cellulaire ou la culture de végétaux vasculaires.

### Industrie et outils de production médicale et cosmétique
La production de masse de certains composés et médicaments est aujourd'hui réalisée grâce aux techniques de production in vitro comme la production d'insuline, qui fut la première utilisation de bactéries et levures pour produire une protéine humaine d’intérêt, ou de composés cosmétiques.

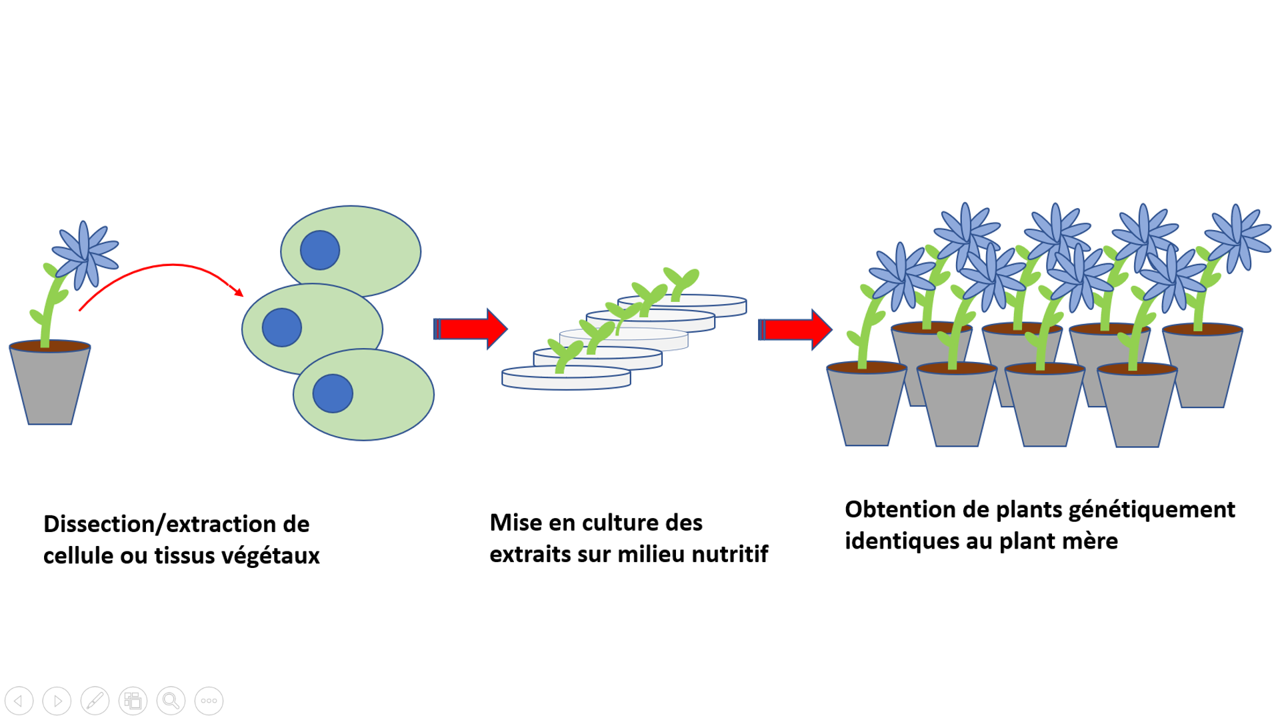
Multiplication de plants d’intérêt par micropropagation.

### Industrie et outils de production agroalimentaire
L'utilisation de fermenteur va permettre la synthèse de composés et enzymes pour l’industrie agroalimentaire comme la synthèse de la lactase ou de ferments destinés à la transformation des produits laitiers, la brasserie, la viticulture. De plus, dans le domaine agricole, la multiplication de plantes de consommation et d'ornement est parfois réalisée par micropropagation (culture de végétaux vasculaire) afin de produire rapidement et à grande échelle certaines plantes d’intérêt.

## Avantages des techniquesin vitro

### Simplification et maîtrise
Dans le cas de la recherche biologique et/ou médicale, la complexité des organismes vivants ou des écosystèmes naturels qui sont constitués de nombreux paramètres physico-chimiques, constitutifs ou environnementaux rend l'identification et la caractérisation des éléments individuels et l'étude des voix métaboliques de base difficile voire impossible. Les études in vitro permettent une simplification des conditions expérimentales par réduction et maîtrise des éléments extérieurs au sujet d'étude.
Les conditions in vitro se caractérisent par une facilité de mise en œuvre en structure adaptée (exemple : Laboratoire de culture cellulaire) et une maîtrise plus grande des paramètres environnementaux. Dans le domaine de la biologie expérimentale, les approches in vitro permettent une simplification du sujet d'étude par élimination de tout élément environnemental perturbateur. Les paramètres étant définies et plus facilement contrôlables, l'investigation expérimentale peut alors se focaliser sur le sujet d'étude et la variation artificielle de ces paramètres permet des études précises et statistiquement fiables.
Les techniques in vitro ont permis le développement de cultures et moyens de production industriels et d'automatisation (exemple : les bioréacteurs).

### Facilité de mise en œuvre et optimisation
Les investigations de recherche ou de production in vitro peuvent se justifier par une réduction :
- des coûts dans certaines conditions par rapport aux autres techniques notamment en recherche fondamentale[7] ;
- des contaminations dans le cas de synthèse de produits destinés à la santé humaine ou pour éliminer certaines infections comme dans le cas de la culture des méristèmes ;
- des investigations annexes délétères. En recherche fondamentale, les expériences in vitro permettent de réduire l'utilisation de cobayes et répondent ainsi à la loi des 3 R (réduire, raffiner, remplacer. Élaborée en 1959, elle constitue le fondement de la démarche éthique appliquée à l'expérimentation animale en Europe et en Amérique du Nord[8]).

## Inconvénients des techniquesin vitro
Dans le domaine de la recherche scientifique, l’inconvénient majeur de l'in vitro est que les interactions entre le sujet d'étude et son environnement naturel ne sont pas prises en compte et peuvent aboutir à des résultats incomplets ou erronés partiellement transposables ou non à la réalité.